# Ругамбва, Протасе
Протасе Ругамбва (англ. Protase Rugambwa; род. 31 мая 1960, Бунена, мандат Танганьика) — танзанийский кардинал и куриальный сановник. Епископ Кигомы с 18 января 2008 по 26 июня 2012. Титулярный архиепископ ad personam c 26 июня 2012 по 13 апреля 2023. Секретарь-адъюнкт Конгрегации евангелизации народов с 26 июня 2012 по 9 ноября 2017. Секретарь Конгрегации евангелизации народов с 9 ноября 2017 по 5 июня 2022. Секретарь Секции первой евангелизации Дикастерии по евангелизации с 5 июня 2022 по 15 марта 2023. Коадъютор архиепископа Таборы с 13 апреля по 10 ноября 2023.  Архиепископ Таборы с 10 ноября 2023. Кардинал-священник с титулом церкви Санта-Мария-ин-Монтесанто с 30 сентября 2023.